# Chrysopilus shananus
Chrysopilus shananus är en tvåvingeart som beskrevs av Frey 1954. Chrysopilus shananus ingår i släktet Chrysopilus och familjen snäppflugor.
Artens utbredningsområde är Myanmar. Inga underarter finns listade i Catalogue of Life.